# Clean Shirt
Clean Shirt è il cinquantasettesimo album di Waylon Jennings, pubblicato assieme a Willie Nelson dalla Epic Records nel giugno 1991.

## Tracce
1. If I Can Find a Clean Shirt – 3:25 (Troy Seals, Waylon Jennings)
2. I Could Write a Book About You – 2:45 (Troy Seals, Max D. Barnes, Waylon Jennings)
3. Old Age and Treachery – 3:35 (Troy Seals, Max D. Barnes, Waylon Jennings)
4. Two Old Sidewinders – 2:48 (Hank Cochran, Max D. Barnes, Vern Gosdin)
5. Tryin' to Outrun the Wind – 3:27 (Troy Seals, Eddie Setser, Tom Davey)
6. The Good Ol' Nights – 2:20 (Troy Seals, Max D. Barnes, Waylon Jennings)
7. Guitars That Won't Stay in Tune – 1:55 (Troy Seals, Eddie Setser)
8. The Makin's of a Song – 2:50 (Troy Seals, Max D. Barnes, Waylon Jennings)
9. Put Me on a Train Back to Texas – 2:50 (Jim Hurt, Billy Nelson, Roy Clayborne)
10. Rocks From Rolling Stones – 3:40 (Tony Colton, Eddy Shaver)

## Musicisti
- Waylon Jennings - voce, chitarra
- Willie Nelson - voce, chitarra
- Reggie Young - chitarra
- Brent Mason - chitarra
- Kenny Mims - chitarra
- Tim Mensy - chitarra
- Paul Franklin - steel guitar, dobro
- Bobby Emmons - tastiere
- Bobby Wood - tastiere
- Mickey Raphael - armonica
- Mike Haynes - tromba
- Chris McDonald - trombone
- Mike Leech - basso
- Gene Chrisman - batteria
- Terry McMillan - timbales